# Boötes
Boötes, o Boieiro, é uma constelação do hemisfério celestial norte. O genitivo, usado para formar nomes de estrelas, é Bootis. 
Arcturo, sua estrela mais famosa, é a mais brilhante da constelação.
As constelações vizinhas, segundo a padronização atual, são o Dragão, a Ursa Maior, os Pegureiros, a Cabeleira de Berenice, a Virgem, a Serpente, a Coroa Boreal e o Hércules.

## História e mitologia
Na antiga Babilônia, as estrelas do Boeiro eram conhecidas como SHU.PA. Acredita-se que eram vistas como uma representação do deus Enlil, líder do panteão babilônico e particular patrono dos agricultores. O nome em si da constelação é mencionado pela primeira vez na Odisseia, obra na qual Homero descreve-a como a "que tarde se põe", sendo um dos pontos de referência celestiais em que Odisseu mira quando esse parte da ilha de Ogígia.